# Convoca
Convoca es un portal web periodístico peruano fundado en 2014. Se dedica primordialmente al periodismo de investigación y, como tal, ha ganado reconocimiento en Latinoamérica. Su labor periodística se complementa con diversas plataformas de comunicación experimentales, que incluyen el uso de búsqueda de información, historietas y pódcast.

## Historia
Convoca fue creada en 2014 por Milagros Salazar, quien trabajó en el periodismo de datos para el diario La República desde 2004.
La plataforma cuenta con plataformas interactivas para buscar información. En 2016 se elaboró el proyecto Patrimonio S.A., que estuvo financiado por Open Society Foundations y tardó dos años en desarrollarse. Destaca el servicio Rastreador político para monitorizar a congresistas. Años después, se desarrolló Convoca Deep Data su mayor base de datos sobre industria extractiva en el país.
En 2017, optó por experimentar el ámbito del pódcast con su plataforma Convoca Radio. Karla Velezmoro asumió como productora de la división del portal web. Entre sus trabajos está YakuNija, una serie de audio enfocada en la situación hidráulica.
Desde 2020, el portal cuenta con su división para verificación de noticias Convoca Verifica en alianza con Latam Chequea.

## Investigaciones notables
En 2015, Convoca colaboró con IDL-Reporteros en la investigación Swiss Leaks, que recibió reconocimiento de la Red Global de Editores en España. En 2016, Convoca realizó y publicó de manera independiente la investigación Excesos sin castigo, que denunciaba las prácticas ilegales de empresas extractivas. Esta investigación recibió el galardón homónimo de la Red Global de Editores mientras se replicaba algunos extractos en el periódico La República. Excesos sin castigo fue simultáneamente nominado al Premio Gabo, al igual que otros proyectos posteriores de Convoca, como Cobertura en 2017.
La plataforma participó posteriormente en Investiga Lava Jato liderada por Salazar junto a Óscar Libón y Miguel Gutiérrez, galardonada con el premio de excelencia periodística por la Sociedad Interamericana de Prensa.
En 2019, su reportaje El caso gasoducto y las planillas secretas de Odebrecht fue reconocido con la máxima distinción en los Premios Nacionales de Periodismo. Esta investigación contribuyó sustancialmente a la investigación sobre el caso Odebrecht a cargo del Ministerio Público, según el exfiscal Avelino Guillén. El reconocimiento se otorgó frente a una pieza periodística del diario El Comercio, inicialmente considerada favorita.
Durante la década de 2020, el portal desarrolló una serie de reportajes especiales enfocados en la contaminación ambiental. Destaca entre ellos al proyecto Expediente tóxico, que comprende historias interactivas basadas en una base de datos sobre el impacto de la contaminación por metales en las poblaciones. La colección incluye tres narraciones: «Un niño con plomo no aguanta la cuarentena», «Los niños del petróleo» y «Angustias de una familia con arsénico».